# Rajdowe Samochodowe Mistrzostwa Polski 1977

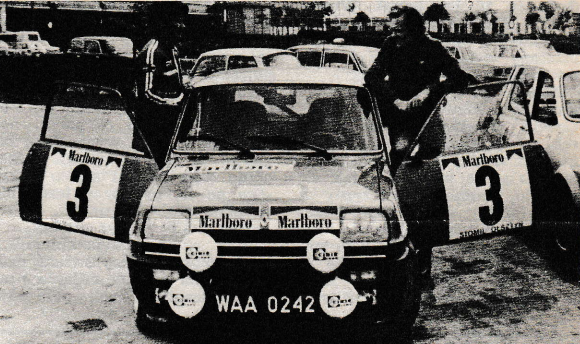
Jerzy Landsberg (po prawej) i Marek Muszyński jadąc samochodem Renault 5 Alpine zwyciężyli w Rajdzie Kormorana w roku 1977

Ten artykuł dotyczy sezonu 1977 Rajdowych Samochodowych Mistrzostw Polski.

## Kalendarz[1]
| Runda | Data           | Nazwa rajdu                 | Baza rajdu | Nawierzchnia  | Zwycięzca              | Raport |
| 1     | 11–13 lutego   | 4. Rajd Stomil              | Tarnów     | asfalt        | Bogdan Wozowicz        | Wyniki |
| 2     | 22–23 kwietnia | 2. Rajd Krakowski „Krokusy” |            | asfalt        | Włodzimierz Groblewski | Wyniki |
| 3     | 13–14 maja     | 10. Rajd Kormoran           | Olsztyn    | asfalt/szuter | Jerzy Landsberg        | Wyniki |
| 4     | 9–11 września  | 26. Rajd Wisły              | Wisła      | asfalt        | Tomasz Ciecierzyński   | Wyniki |
| 5     | 4–5 listopada  | 15. Rajd Warszawski         | Warszawa   | asfalt        | Marian Bublewicz       | Wyniki |

1. ↑  Zwycięzcą klasyfikacji generalnej 15 Rajdu Warszawskiego był Francuz Guy Frequelin, Marian Bublewicz w klasyfikacji generalnej zajął drugie miejsce, a wygrał klasyfikację RSMP

## Klasyfikacja generalna kierowców[1][2]
Punkty w klasyfikacji generalnej RSMP przyznawano za 15 pierwszych miejsc według systemu: 20-18-15-13-12-10-9-8-7-6-5-4-3-2-1.
| Poz. | Kierowca               | STO | KRA | KOR | WIS | WAR | Suma pkt. |
| ---- | ---------------------- | --- | --- | --- | --- | --- | --------- |
| 1    | Włodzimierz Groblewski | NU  | 1   | 4   | 2   | 2   | 69        |
| 2    | Marian Bublewicz       | NU  | 4   | 3   | 4   | 1   | 61        |
| 3    | Bogdan Wozowicz        | 1   | 5   | 8   | 6   | 6   | 60        |
| 4    | Maciej Stawowiak       |     | 3   | 2   | 3   | NU  | 48        |
| 5    | Jerzy Landsberg        | DK  | NU  | 1   | DK  | 3   | 35        |
| 6    | Tomasz Ciecierzyński   |     |     |     | 1   | 5   | 32        |
| 7    | Józef Ważny            | 4   | 2   | NU  | NU  |     | 31        |
| 8    | Marek Karczewski       | 23  | NU  | 6   | 5   | 9   | 29        |
| 9    | Zdzisław Szafrański    | 9   | 7   | 7   |     | 14  | 27        |
| 10   | Andrzej Radecki        | 10  | 10  | 12  | 10  | 11  | 27        |
| 11   | Wiktor Polak           | 3   | 6   | 23  |     |     | 25        |
| 12   | Jerzy Kobyliński       |     | 9   | 11  | 8   | 12  | 24        |
| 13   | Ryszard Grychtoł       | 2   | NU  |     |     |     | 18        |
| 14   | Ryszard Plucha         | 6   | 19  | 13  | 12  | 17  | 17        |
| 15   | Adam Masłowiec         | NU  | NU  | 10  | 7   | 15  | 16        |
| 16   | Marian Bień            |     |     |     |     | 4   | 13        |
| 16   | Książkiewicz Janusz    |     | NU  | 9   | NU  | 10  | 13        |
| 18   | Zbigniew Soszka        | 5   | 24  | NU  | 19  | NU  | 12        |
| 18   | Błażej Krupa           |     |     | 5   |     | 19  | 12        |
| 20   | Ryszard Ryzel          |     | 8   | NU  | 13  |     | 11        |
| 21   | Jerzy Lipiński         | 8   | 21  | 14  | 23  |     | 10        |
| 22   | Andrzej Wodziński      | 7   |     | 53  |     | 21  | 9         |
| 22   | Andrzej Witkowicz      | NU  | 12  | NU  | 11  | 22  | 9         |
| 22   | Tadeusz Dębowski       | NU  | 27  | 19  |     | 7   | 9         |
| 25   | Włodzimierz Dominowski | NU  | NU  |     | NU  | 8   | 8         |
| 26   | Tadeusz Michalak       |     | 20  | 20  | 9   | NU  | 7         |
| 27   | Tadeusz Kudłaty        |     | 11  | NU  |     |     | 5         |
| 27   | Bogdan Drągowski       | 11  | 44  | NU  | NU  | NU  | 5         |
| 27   | Stanisław Wyka         | NU  | 13  | 18  | 14  | NU  | 5         |
| 30   | Ryszard Trzciński      | 12  |     | 21  |     |     | 4         |
| 31   | Karol Łosiak           | 13  |     |     |     |     | 3         |
| 31   | Marek Varisella        |     |     |     | 16  | 13  | 3         |
| 33   | Roman Pulchny          |     | 14  |     |     |     | 2         |
| 33   | Krzysztof Różewski     | 14  |     |     |     |     | 2         |
| 35   | Janusz Szajng          | NU  | 15  | NU  |     |     | 1         |
| 35   | Maciej Halczyński      | 15  | 36  | 26  | NU  | NU  | 1         |
| 35   | Marek Dąbek            | NU  | 16  | 24  | 15  | NU  | 1         |
| 35   | Ryszard Luciński       |     | 28  | 15  |     | NU  | 1         |

| Kolor     | Opis                   |
| --------- | ---------------------- |
| Złoty     | Zwycięzca              |
| Srebrny   | 2. miejsce             |
| Brązowy   | 3. miejsce             |
| Zielony   | Punktowane miejsce     |
| Niebieski | Ukończył nie punktował |
| Fioletowy | Nie ukończył NU        |
| Czarny    | Wykluczony X           |
| Biały     | Nie wystartował NW     |
| Puste     | Nie brał udziału       |

| Poz. | Kierowca               | STO | KRA | KOR | WIS | WAR | Suma pkt. |
| ---- | ---------------------- | --- | --- | --- | --- | --- | --------- |
| 1    | Włodzimierz Groblewski | NU  | 1   | 4   | 2   | 2   | 69        |
| 2    | Marian Bublewicz       | NU  | 4   | 3   | 4   | 1   | 61        |
| 3    | Bogdan Wozowicz        | 1   | 5   | 8   | 6   | 6   | 60        |
| 4    | Maciej Stawowiak       |     | 3   | 2   | 3   | NU  | 48        |
| 5    | Jerzy Landsberg        | DK  | NU  | 1   | DK  | 3   | 35        |
| 6    | Tomasz Ciecierzyński   |     |     |     | 1   | 5   | 32        |
| 7    | Józef Ważny            | 4   | 2   | NU  | NU  |     | 31        |
| 8    | Marek Karczewski       | 23  | NU  | 6   | 5   | 9   | 29        |
| 9    | Zdzisław Szafrański    | 9   | 7   | 7   |     | 14  | 27        |
| 10   | Andrzej Radecki        | 10  | 10  | 12  | 10  | 11  | 27        |
| 11   | Wiktor Polak           | 3   | 6   | 23  |     |     | 25        |
| 12   | Jerzy Kobyliński       |     | 9   | 11  | 8   | 12  | 24        |
| 13   | Ryszard Grychtoł       | 2   | NU  |     |     |     | 18        |
| 14   | Ryszard Plucha         | 6   | 19  | 13  | 12  | 17  | 17        |
| 15   | Adam Masłowiec         | NU  | NU  | 10  | 7   | 15  | 16        |
| 16   | Marian Bień            |     |     |     |     | 4   | 13        |
| 16   | Książkiewicz Janusz    |     | NU  | 9   | NU  | 10  | 13        |
| 18   | Zbigniew Soszka        | 5   | 24  | NU  | 19  | NU  | 12        |
| 18   | Błażej Krupa           |     |     | 5   |     | 19  | 12        |
| 20   | Ryszard Ryzel          |     | 8   | NU  | 13  |     | 11        |
| 21   | Jerzy Lipiński         | 8   | 21  | 14  | 23  |     | 10        |
| 22   | Andrzej Wodziński      | 7   |     | 53  |     | 21  | 9         |
| 22   | Andrzej Witkowicz      | NU  | 12  | NU  | 11  | 22  | 9         |
| 22   | Tadeusz Dębowski       | NU  | 27  | 19  |     | 7   | 9         |
| 25   | Włodzimierz Dominowski | NU  | NU  |     | NU  | 8   | 8         |
| 26   | Tadeusz Michalak       |     | 20  | 20  | 9   | NU  | 7         |
| 27   | Tadeusz Kudłaty        |     | 11  | NU  |     |     | 5         |
| 27   | Bogdan Drągowski       | 11  | 44  | NU  | NU  | NU  | 5         |
| 27   | Stanisław Wyka         | NU  | 13  | 18  | 14  | NU  | 5         |
| 30   | Ryszard Trzciński      | 12  |     | 21  |     |     | 4         |
| 31   | Karol Łosiak           | 13  |     |     |     |     | 3         |
| 31   | Marek Varisella        |     |     |     | 16  | 13  | 3         |
| 33   | Roman Pulchny          |     | 14  |     |     |     | 2         |
| 33   | Krzysztof Różewski     | 14  |     |     |     |     | 2         |
| 35   | Janusz Szajng          | NU  | 15  | NU  |     |     | 1         |
| 35   | Maciej Halczyński      | 15  | 36  | 26  | NU  | NU  | 1         |
| 35   | Marek Dąbek            | NU  | 16  | 24  | 15  | NU  | 1         |
| 35   | Ryszard Luciński       |     | 28  | 15  |     | NU  | 1         |

| Kolor     | Opis                   |
| --------- | ---------------------- |
| Złoty     | Zwycięzca              |
| Srebrny   | 2. miejsce             |
| Brązowy   | 3. miejsce             |
| Zielony   | Punktowane miejsce     |
| Niebieski | Ukończył nie punktował |
| Fioletowy | Nie ukończył NU        |
| Czarny    | Wykluczony X           |
| Biały     | Nie wystartował NW     |
| Puste     | Nie brał udziału       |

Podział samochodów startujących w RSMP na grupy według regulaminów FIA:
- Grupa I – seryjne samochody turystyczne. Produkowane w liczbie co najmniej 5000 egzemplarzy w ciągu 12 miesięcy. Prawie całkowity zakaz przeróbek mających na celu poprawienie osiągów samochodu. Jeśli pojemność silnika przekraczała 1000 cm³, samochód tej grupy musiał mieć co najmniej 4 miejsca.
- Grupa II – specjalne samochody turystyczne. Wyprodukowane musiały być w liczbie co najmniej 2500 egzemplarzy w ciągu 12 miesięcy. Dozwolony duży zakres przeróbek poprawiających osiągi pojazdu. Ciężar minimalny pojazdu został ograniczony dla poszczególnych klas.
- Grupa III – seryjne samochody GT. Pojazdy co najmniej dwumiejscowe, produkowane w liczbie co najmniej 1000 sztuk w ciągu 12 miesięcy. Ograniczenia przeróbek i modyfikacji takie same jak w grupie I.
- Grupa IV – specjalne samochody GT. Warunkiem homologacji było wyprodukowanie co najmniej 400 egzemplarzy w ciągu 24 miesięcy. Dozwolone przeróbki takie jak w grupie II. Ciężar minimalny pojazdu został ograniczony dla poszczególnych klas.

Grupy podzielone były na klasy w zależności od pojemności skokowej silnika:
- klasa 1 – do 500 cm³
- klasa 2 – do 600 cm³
- klasa 3 – do 700 cm³
- klasa 4 – do 850 cm³
- klasa 5 – do 1000 cm³
- klasa 6 – do 1150 cm³
- klasa 7 – do 1300 cm³
- klasa 8 – do 1600 cm³
- klasa 9 – do 2000 cm³
- klasa 10 – do 2500 cm³
- klasa 11 – do 3000 cm³
- klasa 12 – do 4000 cm³
- klasa 13 – do 5000 cm³

Oprócz tego w RSMP istniała klasa markowa Polskich Fiatów 126p gr. I.
W klasach przyznawano punkty za 6 pierwszych miejsc według systemu: 9-6-4-3-2-1.

### Grupa IV[1]
| Msc | Kierowca               | Samochód                         | Punkty |
| --- | ---------------------- | -------------------------------- | ------ |
| 1   | Włodzimierz Groblewski | Polski Fiat 125p 1600 MC         | 22     |
| 2   | Marian Bublewicz       | Polski Fiat 125p 1600 MC         | 16     |
| 3   | Jerzy Landsberg        | Renault 5 Alpine/Opel Kadett GTE | 15     |

### Grupa II klasa 9–13[1]
| Msc | Kierowca         | Samochód               | Punkty |
| --- | ---------------- | ---------------------- | ------ |
| 1   | Bogdan Drągowski | BMW 2002 Ti/Fiat 125 S | 15     |
| 2   | Ryszard Luciński | BMW 2002 Ti            | 9      |
| 3   | Andrzej Romejko  | BMW 2002 Ti            | 6      |

### Grupa II klasa 8[1]
| Msc | Kierowca            | Samochód              | Punkty |
| --- | ------------------- | --------------------- | ------ |
| 1   | Andrzej Radecki     | Polski Fiat 125p 1500 | 27     |
| 2   | Zdzisław Szafrański | Renault 5 Alpine      | 24     |
| 3   | Ryszard Plucha      | Polski Fiat 125p 1500 | 21     |

### Grupa II klasa 7[1]
| Msc | Kierowca         | Samochód              | Punkty |
| --- | ---------------- | --------------------- | ------ |
| 1   | Tadeusz Michalak | Polski Fiat 125p 1300 | 18     |
| 2   | Robert Nowak     | Polski Fiat 125p 1300 | 14     |
| 3   | Marian Dorniak   | Polski Fiat 125p 1300 | 12     |

### Grupa II klasa 1–2[1]
| Msc | Kierowca           | Samochód         | Punkty |
| --- | ------------------ | ---------------- | ------ |
| 1   | Witold Kołder      | Trabant 601      | 27     |
| 2   | Andrzej Grzegorzek | Trabant 601      | 17     |
| 3   | Tomasz Barański    | Polski Fiat 126p | 16     |

### Grupa I klasa 8[1]
| Msc | Kierowca         | Samochód                          | Punkty |
| --- | ---------------- | --------------------------------- | ------ |
| 1   | Bogdan Wozowicz  | Polski Fiat 125p 1500             | 30     |
| 2   | Marek Karczewski | Polski Fiat 125p 1500/Łada 1500 S | 27     |
| 3   | Jerzy Kobyliński | Polski Fiat 125p 1500             | 13     |

### Grupa I klasa 7[1]
| Msc | Kierowca          | Samochód               | Punkty |
| --- | ----------------- | ---------------------- | ------ |
| 1   | Andrzej Witkowicz | Fiat 128 Coupe 3 porte | 27     |
| 2   | Marek Dąbek       | Fiat 128 Coupe 3 porte | 21     |
| 3   | Zbigniew Soszka   | Polski Fiat 125p 1300  | 15     |

### Grupa I klasa 3–6[1]
| Msc | Kierowca      | Samochód          | Punkty |
| --- | ------------- | ----------------- | ------ |
| 1   | Janusz Waluś  | Fiat 128 Sport SL | 22     |
| 2   | Lesław Orski  | Zastava 1100p     | 21     |
| 3   | Andrzej Koper | Zastava 1100p     | 8      |

### Grupa I klasa Polski Fiat 126p[1]
| Msc | Kierowca       | Samochód         | Punkty |
| --- | -------------- | ---------------- | ------ |
| 1   | Andrzej Lubiak | Polski Fiat 126p | 36     |
| 2   | Marek Ryndak   | Polski Fiat 126p | 21     |
| 3   | Henryk Pinis   | Polski Fiat 126p | 16     |

### Klasyfikacja zespołowa[1]
| Msc | Zespół                  | Punkty |
| --- | ----------------------- | ------ |
| 1   | ?                       | ?      |
| 2   | Automobilklub Krakowski | ?      |